# 県立看護大インターチェンジ
県立看護大インターチェンジ（けんりつかんごだいインターチェンジ）は、石川県かほく市中沼にあるのと里山海道のインターチェンジ (IC) である。高松サービスエリア（高松SA）の出入口と接続している。

## 解説
2000年（平成12年）に開学した石川県立看護大学の金沢方面からのアクセス向上と、高松町（現在のかほく市）北部の開発支援を目的として建設された。
石川県が主体となり整備が進められ、2003年（平成15年）8月に穴水方面出口・金沢方面入口のみのハーフICとして供用を開始した。
その後、かほく市からフルIC化の整備申し入れがあり、かほく市側が整備費用を全額負担する形で2009年（平成21年）12月にフルIC化された。穴水方面入口・金沢方面出口のランプなどは、隣接する高松SAと共有する構造とした。当ICと同じく地元が整備費用を負担してフルICとして設置された西山ICの穴水側出入口においても同じ構造が採用されている。

## 歴史
- 2003年（平成15年）8月8日 - 能登有料道路の高松IC - 米出IC間に新設、供用開始。当初は金沢方面のハーフIC[1][2][3]。
- 2009年（平成21年）12月13日 - フルIC化[2][3][4]。
- 2013年（平成25年）3月31日 - 能登有料道路が無料化されたことに伴い、のと里山海道のインターチェンジとなる[2]。

## 接続道路
- かほく市道

## 周辺
- 石川県立看護大学
- 高松海水浴場
- 西日本旅客鉄道（JR西日本）七尾線 高松駅

## 隣
E86 のと里山海道
高松IC - 県立看護大IC - 高松SA - 米出IC